# 印度宗教
印度宗教 (2011年)

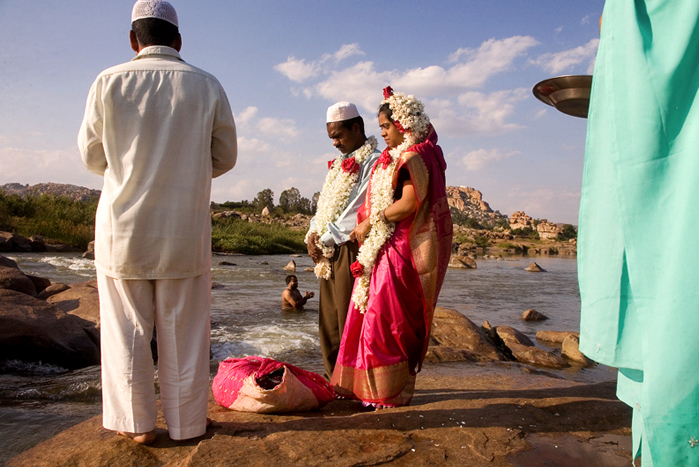
一对印度穆斯林在河边举行婚礼，后面是一位印度教徒在河中行沐浴礼。

印度是世界上受宗教影响最深的国家之一，宗教的影响深入到它的社会与文化的每一部分。宗教在这个国家及其绝大部分人民的生活中扮演中心和决定性的角色。印度的宗教多元，主要的宗教為印度教。發源於印度的知名宗教還有錫克教、佛教、耆那教等。

## 人口統計
| 宗教                 | 人口 % 1951 | 人口 % 1961 | 人口 % 1971 | 人口 % 1981 | 人口 % 1991 | 人口 % 2001 | 人口 % 2011 |
| -------------------- | ----------- | ----------- | ----------- | ----------- | ----------- | ----------- | ----------- |
| 印度教               | 84.1%       | 83.45%      | 82.73%      | 82.30%      | 81.53%      | 80.46%      | 79.80%      |
| 伊斯蘭教             | 9.8%        | 10.69%      | 11.21%      | 11.75%      | 12.61%      | 13.43%      | 14.23%      |
| 基督宗教             | 2.3%        | 2.44%       | 2.60%       | 2.44%       | 2.32%       | 2.34%       | 2.30%       |
| 錫克教               | 1.79%       | 1.79%       | 1.89%       | 1.92%       | 1.94%       | 1.87%       | 1.72%       |
| 佛教                 | 0.74%       | 0.74%       | 0.70%       | 0.70%       | 0.77%       | 0.77%       | 0.70%       |
| 耆那教               | 0.46%       | 0.46%       | 0.48%       | 0.47%       | 0.40%       | 0.41%       | 0.37%       |
| 瑣羅亞斯德教（祆教） | 0.13%       | 0.09%       | 0.09%       | 0.09%       | 0.08%       | 0.06%       | n/a         |
| 其他                 | 0.43%       | 0.43%       | 0.41%       | 0.42%       | 0.44%       | 0.72%       | 0.9%        |

## 概述

2011年人口普查顯示，印度各地區的主要宗教
印度教
伊斯蘭教
基督宗教
錫克教
佛教
其他

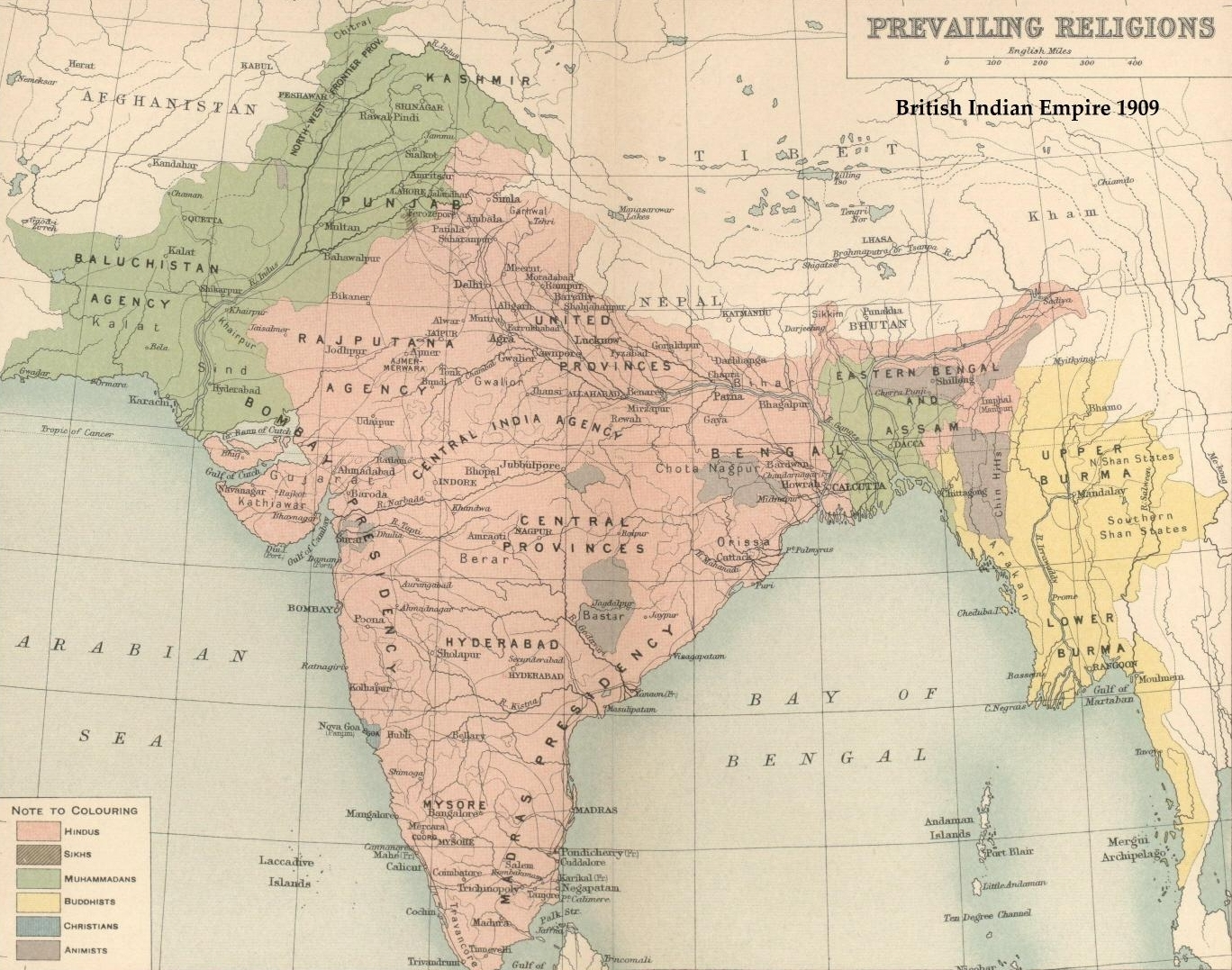
英屬印度時期的宗教分佈

印度是一个宗教色彩非常浓厚的国家，宗教也众多，几乎能在印度找到世界上所有的宗教，被称为“宗教博物馆”。其中最大宗教是印度教，全印有约79.8%的人口信仰印度教。印度教可以追溯到公元前16世纪雅利安人创立的婆罗门教，公元8世纪左右，商羯罗吸收了一些佛教和耆那教的教义，发展成为印度教。该教综合了多种信仰，非常复杂。
印度教将人分为四个种姓：婆罗门、刹帝利、吠舍和首陀罗，婆罗门的地位最高，其余种姓的社会地位依次降低。各种姓都有自己的道德法规和风俗习惯，一般不能互相通婚。除了这四个种姓以外，还有一种被排除在种姓之外的人——贱民，即所谓“不可接触者”，圣雄甘地将贱民称为“哈里真”（Harijan，意为神之子），印度独立后统称“达利特”（意为受压迫的人）。他们的社会地位最低，最受歧视，好像被排斥在社会之外。印度教种姓制度下的妇女地位低下，支持童婚，寡妇的境遇悲惨。种姓制度把印度教社会分成若干社会集团，集团之间有高低之分，贵贱之别，给印度社会造成了非常恶劣的影响。虽然印度已廢除種姓制度，经历了经济的现代化以及有关禁止歧视及阶级结构的法律制订，种姓制度在印度社會的影響地位依然重要。
伊斯兰教是印度的第二大宗教，14.2%的印度人信仰伊斯兰教（2011年統計約1億7千7百萬人），由於印度人口增長速度很快，印度已經超過印度尼西亚，成為是世界上穆斯林最多的国家。伊斯兰教是在公元8世纪随着阿拉伯帝国的扩张而传播到印度的，公元10世纪后，北印的大多数王朝统治者都是信奉伊斯兰教的，特别是莫卧儿王朝，印度也因此留下了相当多的伊斯兰教建筑。作为外来宗教的伊斯兰教和本土的主要宗教印度教在印度导致了一系列的宗教冲突（多数皈依者是賤民，而且在殺牛問题上與印度教徒衝突），印巴分治局面也是因为印度教和伊斯兰教的矛盾造成的，在印巴分治时造成了宗教仇杀的惨剧。在现代，印度这两个主要教派依然存在深刻的矛盾。
基督宗教為印度第三大宗教，佔總人口比例約為2.3%，擁有超過3000萬的信徒，如聖多馬基督徒等，主要位於南部及東北部，對印度文化及社會經濟等亦造成一定程度之影響。
锡克教、佛教和耆那教等少數宗教都是起源于印度的宗教，不仅在印度，在全世界都有一定的影响。祆教、犹太教和巴哈伊教也是較有影响的宗教，但人数相對少。
尽管宗教在印度的影响很大，但是也有不少人沒有宗教信仰，包括无神论和不可知论者，近年在印度有上升的趨勢。

## 印度教

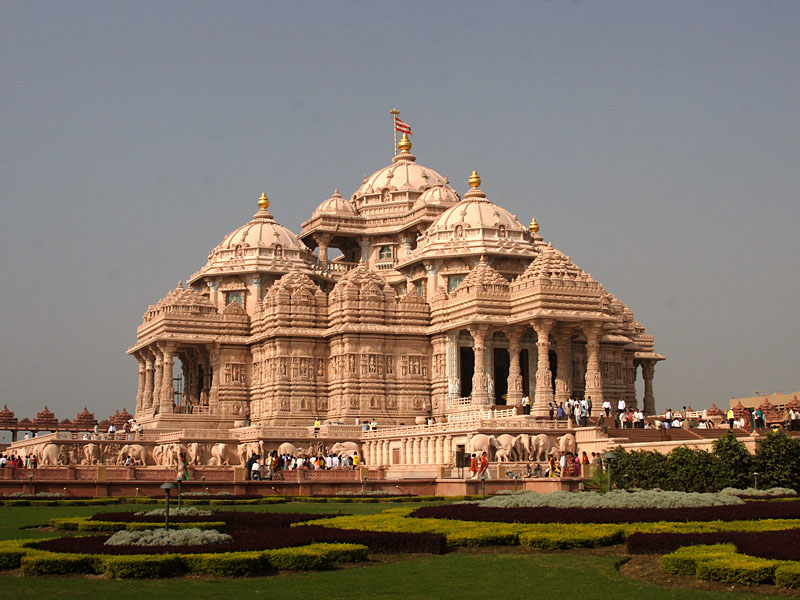
阿克薩達姆神廟為世界上最大的印度教寺廟之一。

印度教是印度最大的宗教，信徒人数接近9亿，占人口的79.8%。大约5000万印度裔的印度教徒居住在海外（特别是美国和南非）。印度是印度教的发源地。印度拥有数量最多印度教徒。印度人（Hindu）这个词 源自「Sindhu」一词，意思是从印度河流域（即印度）来的人。印度教在印度有漫长而多变的历史，几乎与印度的历史一样长。印度教大致起源于公元前2500年。与其他宗教不同，没有单一创建者，没有完整的神学体系和道德体系，也没有中央组织。现代印度教由于受到其他宗教的影响，在形式上更接近于现代意义的宗教。不过，与其说是一种宗教，不如说是生活方式。
自7世纪起，印度不断受到来自阿拉伯和阿富汗帝国的入侵。然而，印度教倖存了下来。人们认为原因在于印度教本身的包容性，另外，一部分也是因为一些入侵统治者，如阿克巴，实行了宽容的政策。
参见：印度教、印度人、古代吠陀宗教

## 伊斯蘭教

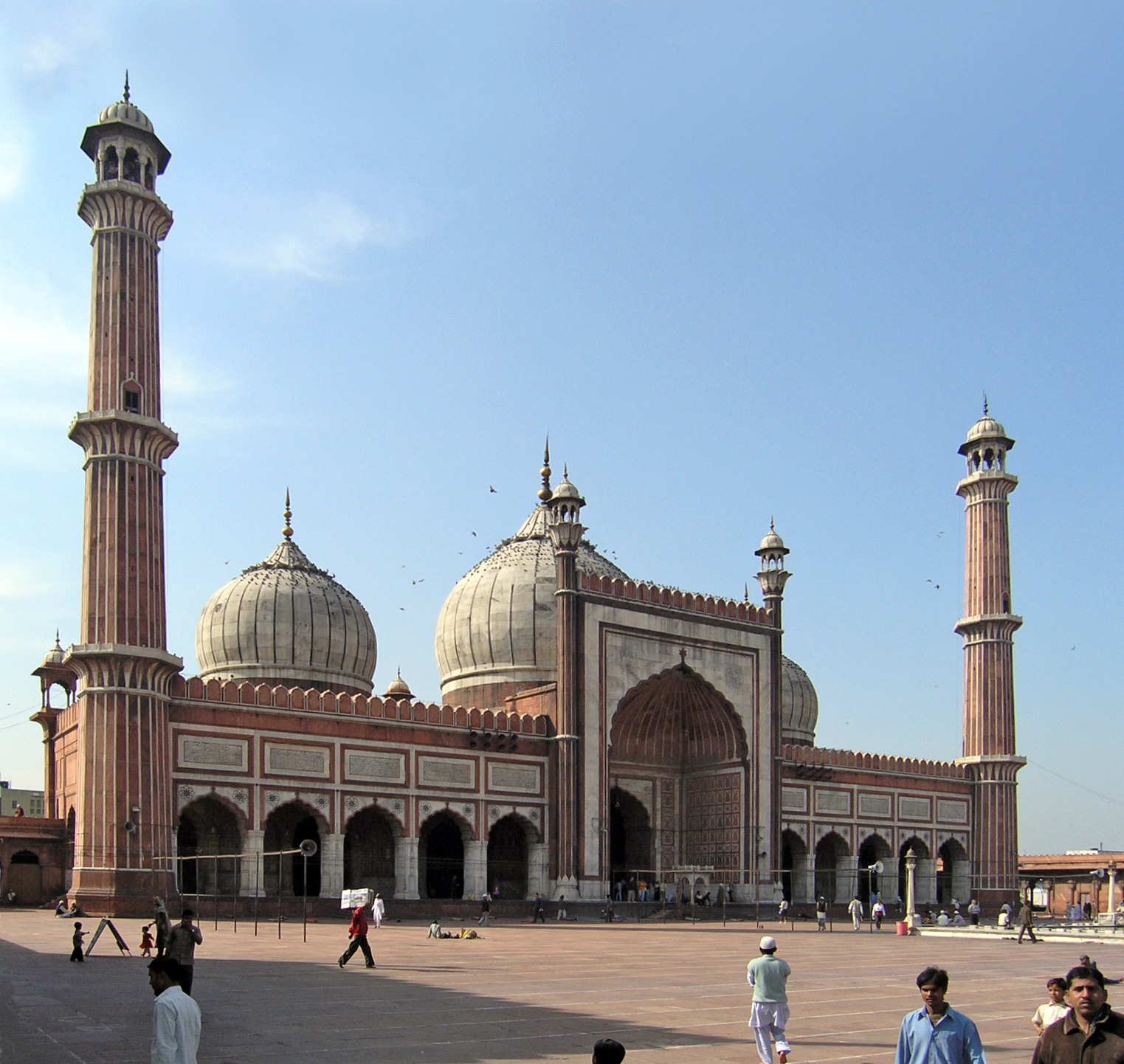
新德里的賈瑪清真寺為印度最大的清真寺

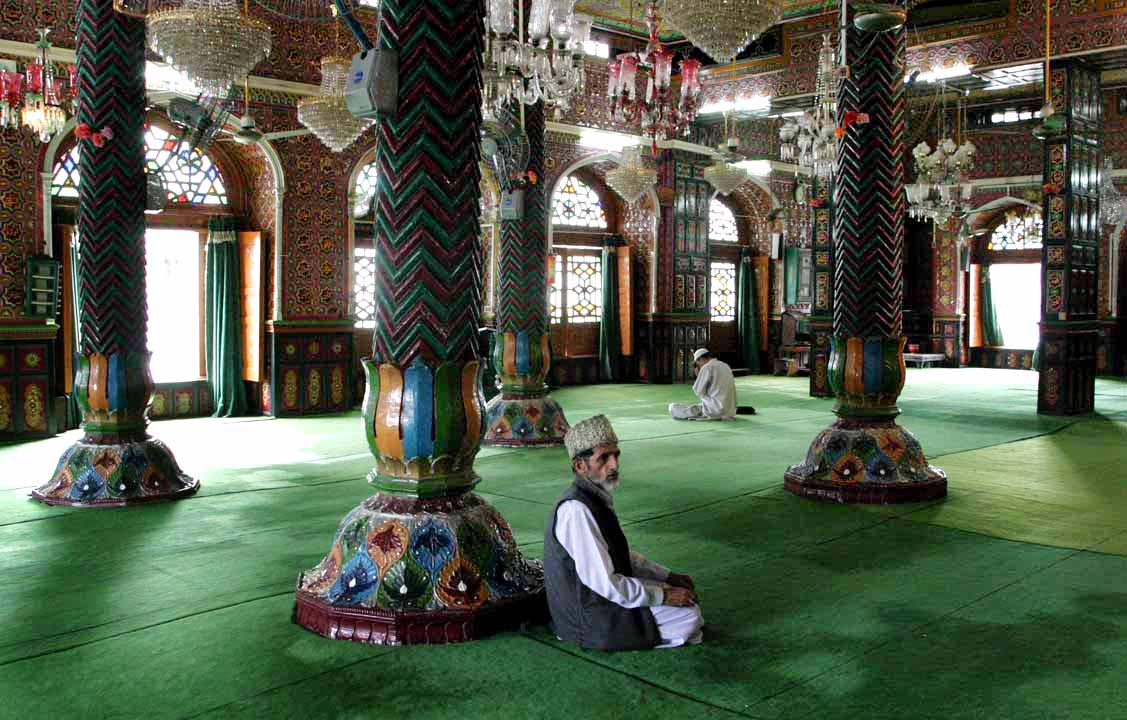
查謨和克什米爾邦斯利那加的穆斯林於清真寺祈禱

伊斯兰教在公元8世纪初传入印度，現為印度第二大宗教。在此后的年代，伊斯兰教对丰富和加强印度文化贡献很大，不仅形成了印度北方古典音乐（印度和中東元素的合并），而且鼓励乌尔都语（印地语、阿拉伯语和波斯语的合并）豐富傳統之宗教与世俗文學。泰姬陵和其他陵墓是莫卧儿王朝的礼物。2001年，印度有1亿3000万穆斯林，最集中的地方是克什米尔、喀拉拉邦、西孟加拉邦、阿萨姆邦和恒河平原一部分。恒河平原上的北方邦是穆斯林最多的一个邦。
印度穆斯林分两种，一种是移民叫阿失拉甫，一种是本土皈依者。阿失拉甫头两者是阿拉伯人，后两种是普什图人与蒙兀儿人，本土皈依者是贱民与首陀罗佔绝对多数（少數人的先身是婆羅門和剎帝利，他們多有謝赫的頭銜）。

## 基督宗教

聖多馬基督徒分支

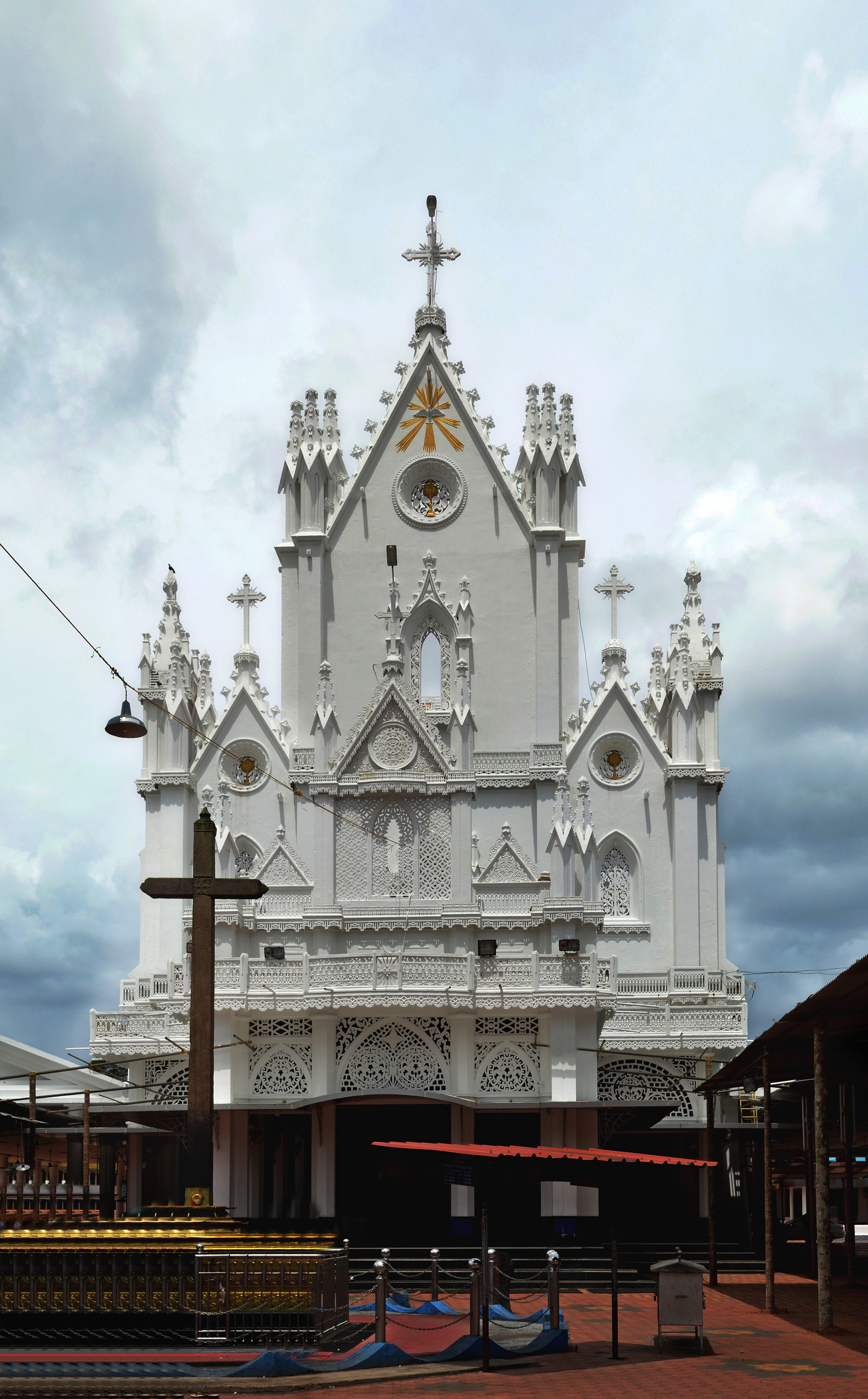
科特塔耶姆的聖瑪麗大教堂

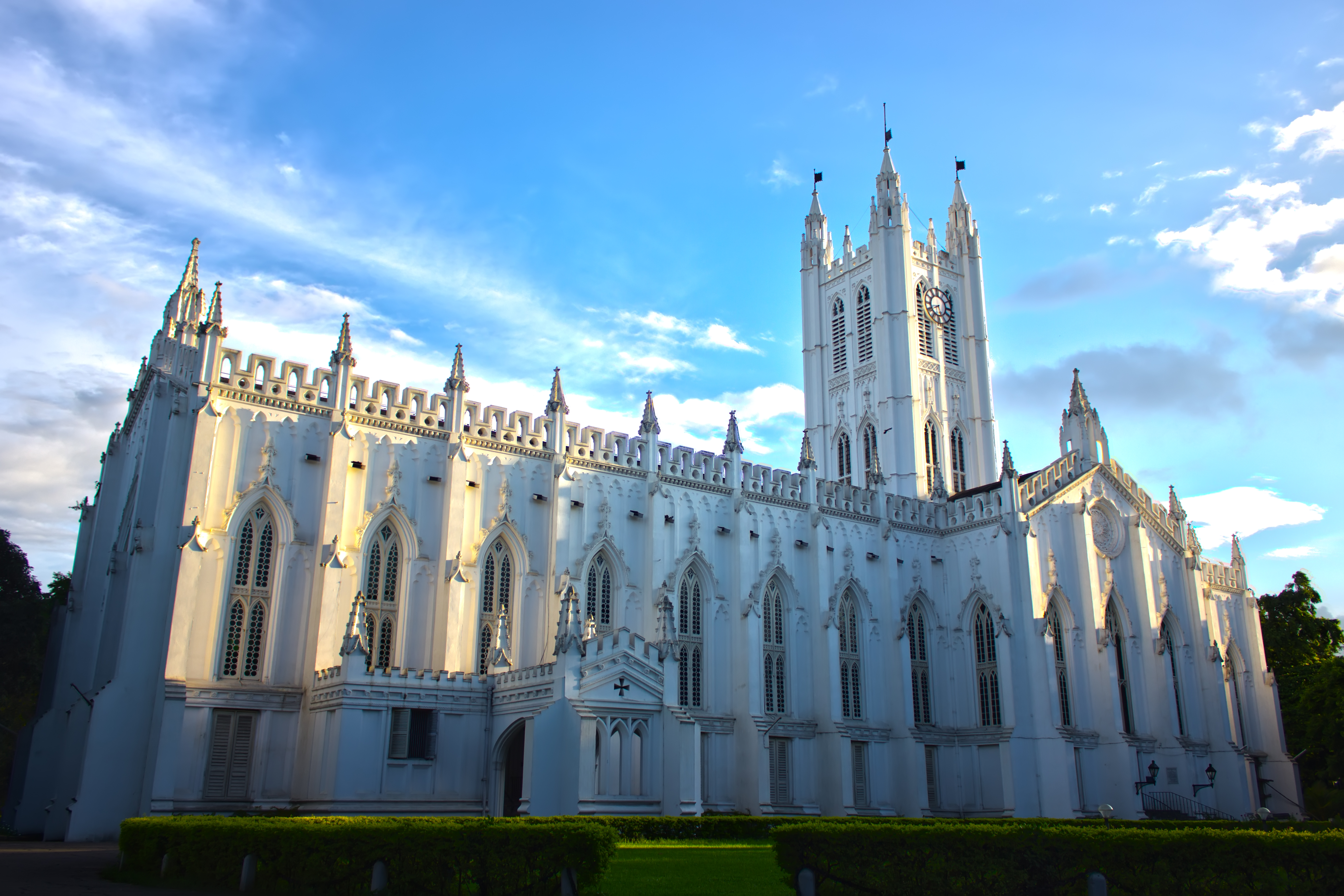
加爾各答聖保羅大教堂

雖然歷史證據表明基督宗教在印度早於1世紀時就已存在，然而基督宗教在印度開始興盛，是在歐洲殖民印度時才開始發生的事。相傳基督宗教是由使徒多马在公元52年传入印度的說法，雖然到現在其準確性仍然存疑。但不管如何，作為印度的第三大宗教，有3千萬信徒，佔了印度總人口的約2.3%，基督宗教在印度具有一定的社會地位，也代表印度的多元文化。基督教在印度流行於南部的喀拉拉邦和泰米尔纳德邦，东北部的那加兰邦、米佐拉姆邦和西部的果阿邦。

### 天主教
天主教在欧洲殖民期间来到印度，开始于1498年葡萄牙航海家瓦斯科·达·伽马抵达马拉巴尔海岸。在19世纪初隨著英國殖民印度，基督宗教传教活动增加，令基督宗教開始在印度開花結果。然而，如同其他非印度教的宗教一樣，基督宗教在印度亦會受到主流宗教極端派系的敵視。2008年夏季，極端印度教團體印度青年民兵在奧里薩邦展開對基督徒的大規模攻擊，殺害基督徒與縱火焚燒教堂、孤兒院及信徒的家。華人媒體把該團誤為極端佛教徒，受到國際譴責。

## 锡克教

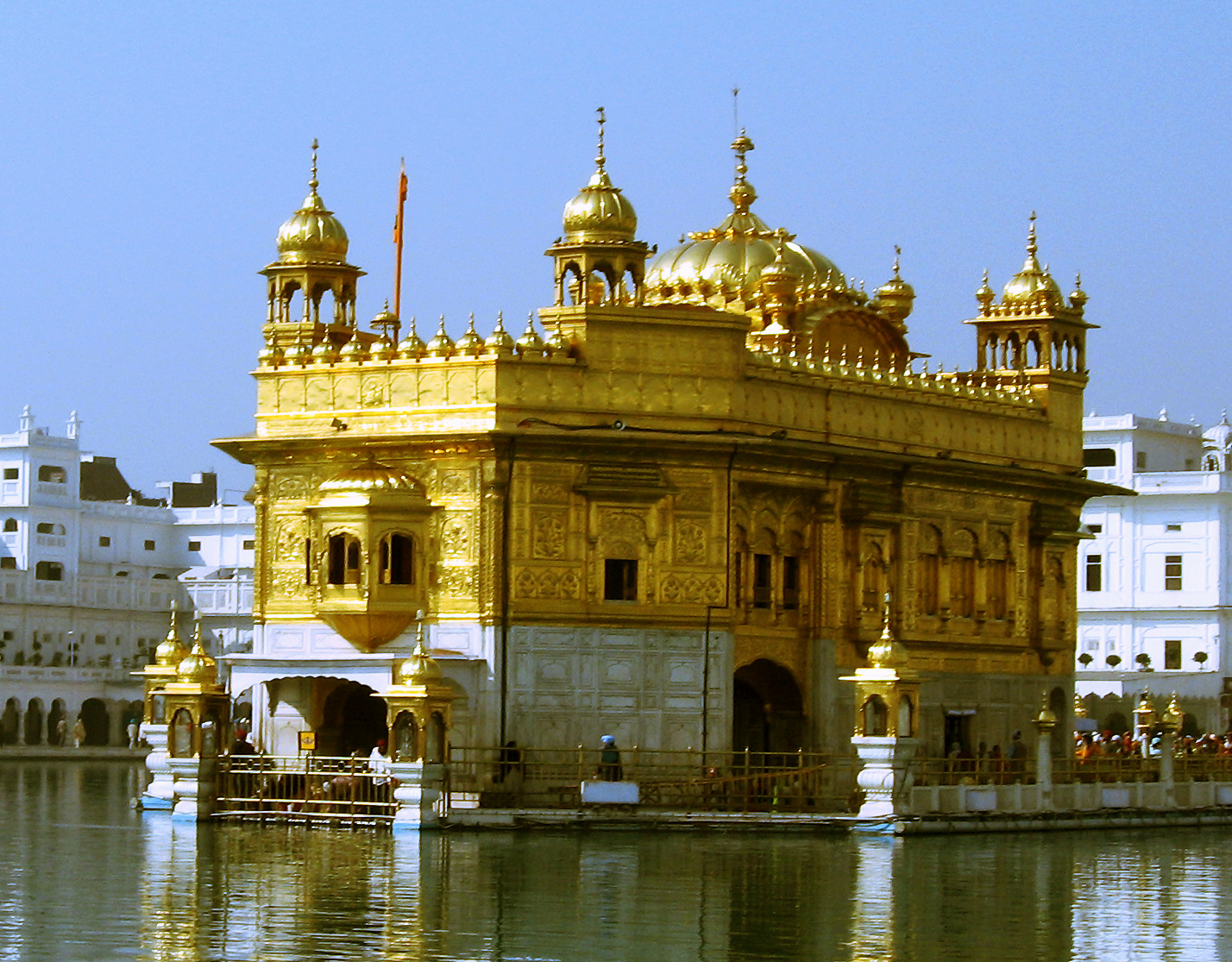
哈爾曼迪爾·薩希卜

大约400年前，锡克教创立于印度西北部的旁遮普邦。2001年，印度有1930万锡克教徒。今天许多锡克教徒还住在旁遮普——世界最大的锡克人省份和锡克人的發源地或家鄉。其余的主要集中在邻近的哈里亚納邦和新德里。最著名的锡克教庙宇是金庙，位于旁遮普邦的阿姆利则。许多锡克人在军队服役。前印度总理曼莫汉·辛格是首名锡克教徒出身的總理。旁遮普是锡克教徒的精神家园，也是印度唯一一个锡克教徒占多数的邦。

## 佛教

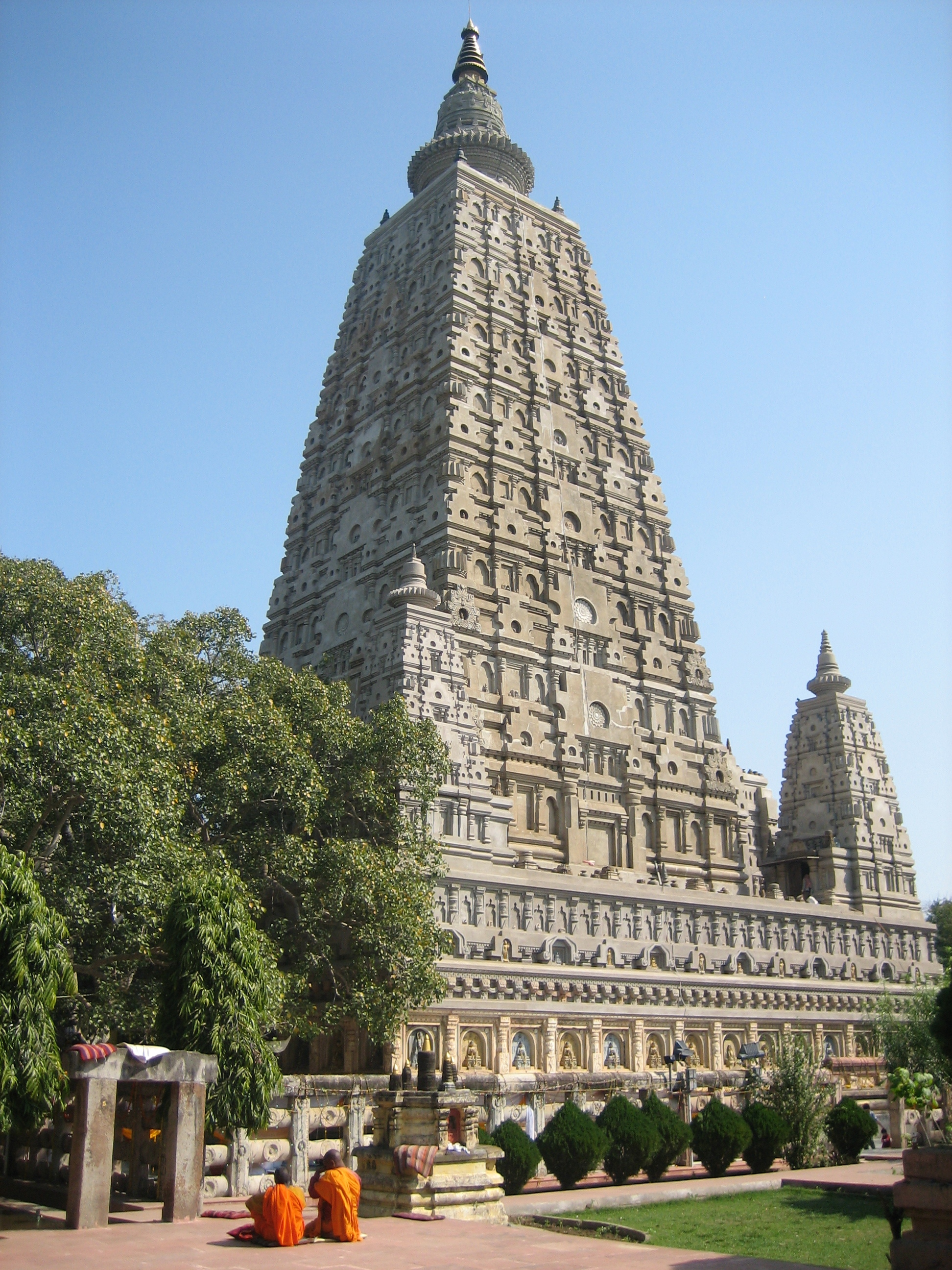
比哈爾邦摩訶菩提寺

佛教起源于印度北部今比哈尔邦。释迦牟尼还在世时已经赢得了大批信徒，主要流行于富裕阶层和上流社会。到9世纪，印度的信徒以数十万计，不过其他宗教数以百万计。
印度佛教後來衰落，近百年來發源地反而遠不如遠東諸國。其原因存在着争论。一个重要原因是印度教和佛教社会的融合以及印度人吠檀多运动的兴起。很多人认为印度教对佛教的吸收导致佛教的迅速衰落。同时，突厥人对佛教的寺院，图书馆和体系造成了严重的破坏。许多印度佛教徒幸存下来，移民到斯里兰卡、吐蕃和其他亚洲国家。失去了主要的朝圣中心，原来的上流社会被新的伊斯兰上等阶级取代，导致了佛教在印度的衰落。 
二战以后，印度的佛教复兴引人注目。1956年，印度独立运动领导人之一阿姆倍伽尔带领数千追随者昄依佛教，以抗议种姓制度。此后较小规模的昄依活动一直持续。四分之三的「新佛教徒」住在马哈拉施特拉邦。其他的信徒则包括拉達克的金刚乘教徒，少部分孟加拉地区部落民、西藏难民和藏南地區的泰族。
今天在印度大约有800万佛教徒。

## 耆那教

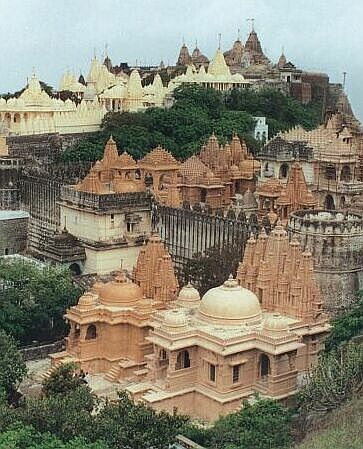
帕利塔納耆那教寺廟群

耆那教和印度教、佛教和锡克教是起源于印度的四种主要达摩系宗教之一。总体上，尽管耆那教徒只占印度总人口的0.4%（大约420万），他们在印度社会中的地位却相当显要。绝大部分印度的耆那教徒都生活富足。他们所拥有的权力和财富与较少的人口很不相称。按照2001年印度人口统计，耆那教徒的识字率最高，达到94.1%，而全国平均水平只有64.8%。

## 祆教
祆教（瑣羅亞斯德教）是古代波斯的宗教，仍在印度流传，信徒称为帕西人。许多世纪以前在今日的伊朗，祆教徒遭受到穆斯林统治者的迫害而逃到印度而被一位印度国王保護並安置他們在印度西部古吉拉特的Sanjan。

## 犹太教

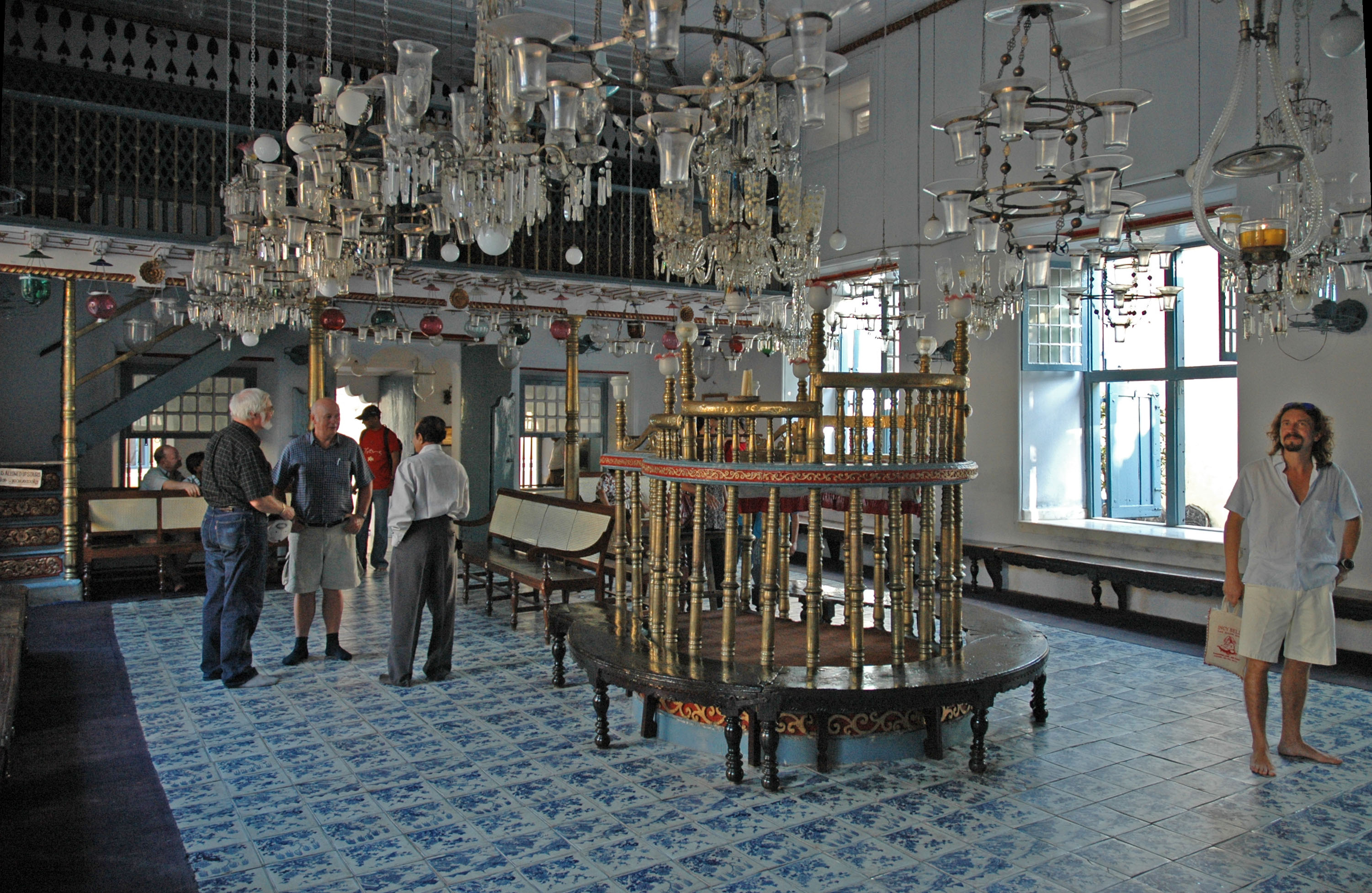
喀拉拉邦科契的帕拉德錫猶太會堂

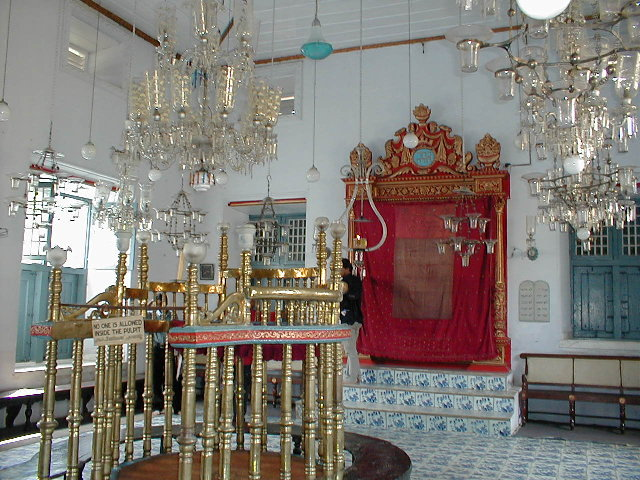
帕拉德錫猶太會堂內部祭壇

印度西海岸和地中海地区之间很早就有贸易联系，那里在公元前1世纪已经出现了小型的犹太人居留地。在喀拉拉邦的一个犹太社区最早可以追溯到公元70年耶路撒冷陷落，定居在格朗格努尔和柯枝这些城市已经至少1,000年。柯枝的Paradesi犹太会堂，重建于1568年，喀拉拉建筑风格有巴比伦色彩。
柯枝犹太人，大部分集中在古老的犹太城，完全融入当地文化，说马拉雅拉姆语，取当地名字但仍保留希伯来语知识以及与西南亚的联系。
犹太人的一个分支，称为以色列之子居住在沿着康坎海岸的孟买、浦那和艾哈迈达巴德及其附近几乎2,000年了。与柯枝犹太人不同，他们住在乡下，与其他犹太社团联系很少。他們仍維持正统猶太教。没有拉比，以犹太会堂作為宗教和文化生活的中心。
随着大英帝国的扩张开辟贸易路线，第三个犹太人团体，巴格达犹太人移民来到印度，主要定居在孟买和加尔各答。
许多巴格达犹太人经商致富，不少成為这些新兴城市的经济领袖。正因如此，很多猶太人受到當地印度人和穆斯林的仇視，並引發宗教衝突。马什哈德（见穆斯林犹太人）有不少宗教难民。巴格达犹太人大部分来自奥斯曼帝国、波斯和阿富汗。
柯枝犹太人的人口始终很少，1951年时还有5,000人，到1990年代初已经下降到只有大约50人。同一时期，猶太人从20,000人下降到5,000人，巴格达犹太人从5,000人下降到250人，大部分人都移居澳大利亚、以色列、英国和北美洲。根据1981年印度人口统计，印度有5,618名犹太人，比1971年的5,825人有所下降。1991年的人口统计显示其人口继续下降，只有5,271人，大部分居住在马哈拉施特拉邦和喀拉拉邦。
Knanaya和圣多马基督徒团体与犹太教也有很强的历史联系。